# حمامی
شهرستان حمامی،مرتفع‌ترین بخش لارستان می‌باشد، به گزارش یکی از متنفذین منطقه، آقای بهمن پور،این منطقه دارای چاه نفت می‌باشد که گویا نظر مسئولان حکومتی بر این بوده که جهت ذخیره‌سازی برای آیندگان فعلاً به بهره‌برداری نرسیده، مردمان منطقه بسیار مهمان نواز می‌باشند، چندین طایفه از قشقایی‌ها در منطقه سکونت دارند، از جمله طایفه بزرگ میچک، نفر و تعدادی از تیره رحیملو و جامه بزرگی... این روستا نام یکی از روستاهای استان فارس و شهرستان خنج می‌باشد. روستای حمامی  یکی از روستاهای سرسبز خنج لارستان است.